# Tom Archibald

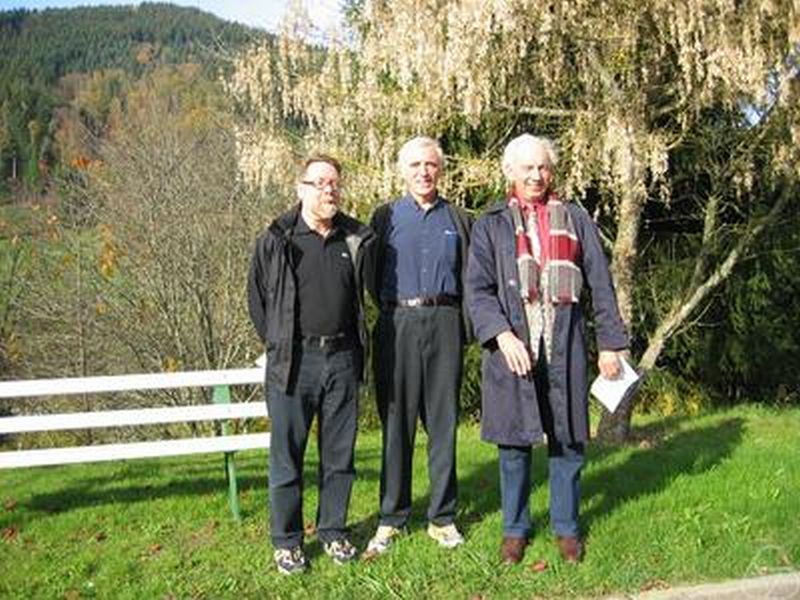
Tom Archibald (links) mit Craig Fraser (Mitte), Ivor Grattan-Guinness (rechts), Oberwolfach 2004

William Thomas „Tom“ Archibald (* 1950) ist ein kanadischer Mathematikhistoriker.
Archibald studierte erst Sprachen und Anglistik an der York University, dann Mathematik an der University of Waterloo mit dem Bachelor-Abschluss 1971 und dem Master-Abschluss an der York University 1978, und danach Wissenschaftsgeschichte an der University of Toronto mit dem Master-Abschluss 1980 und der Promotion bei Jed Z. Buchwald 1987 (Eine sinnreiche Hypothese: Aspects of action-at-a-distance electromagnetic theory 1820-1880). Er war 1984 bis 1987 Lecturer an der Acadia University, an der er 1987 Assistant Professor für Mathematik wurde, 1989 Associate Professor und 1997 Professor und 1998 bis 2003 der Mathematikfakultät vorstand. Er ist seit 2005 Professor für Mathematik an der Simon Fraser University, wo er auch Mathematik lehrt. 2005 bis 2010 stand er der Mathematikfakultät vor.
2004/05 war er Senior Fellow am Dibner Institute des MIT. Er war Gastprofessor in Paris, Lille und Nancy. 1995 bis 2006 war er Adjunct Professor an der Dalhousie University. Er war Gastforscher am Deutschen Museum in München und am Smithsonican in Washington D.C., an der Cité des Sciences et de l’industrie in La Vilette für das CNRS, in Kopenhagen (wo er die Abhandlung von Erasmus Bartholin über Doppelbrechung neu herausgab) und Montreal.
Er befasst sich mit Geschichte der Anwendungen der Analysis in den Naturwissenschaften, speziell von (partiellen) Differentialgleichungen, und den Beziehungen zwischen Frankreich und Deutschland in der Mathematikgeschichte von 1840 bis 1940. Außerdem befasst er sich mit Mathematikgeschichte in Kanada.
Er ist Mitherausgeber von Historia Mathematica.

## Schriften
- mit Rossana Tazzioli: Integral Equations between Theory and Practice: the cases of Italy and France to 1920, Archive for History of Exact Sciences, Band 68, 2014, S. 547–597
- Differential equations, an historical overview to 1900, in Hans Niels Jahnke, History of Analysis, AMS 2003 (sowie darin das Kapitel Analysis and physics: the case of boundary value problems) (deutsche Ausgabe Spektrum Akademischer Verlag 1999)
- Connectivity and Smoke-Rings: Green’s Second Identity in its First Fifty Years, Mathematics Magazine 1989, S. 219–232 (Nachgedruckt in:  M. Anderson, V. Katz, R. Wilson, who gave you the Epsilon ?, MAA 2009)
- Charles Hermite and German Mathematics in France, in Karen Parshall, A. Rice (Hrsg.), Mathematics unbound: The evolution of an international mathematical research community 1800-1945, AMS 2002
- mit L. Charbonneau: The History of Mathematics in Canada to 1945: a Preliminary Survey, in: Mathematics in Canada, Ottawa: Canadian Mathematical Society 1995 (und in G. van Brummelen (Hrsg.), Mathematics and the historian's craft, Springer 2005)
- Differential Equations and Algebraic Transcendents: French efforts at the creation of a Galois Theory of Differential Equations 1880-1910, Revue d’histoire des mathématiques, 2011, S. 373–401.
- From attraction theory to existence theory: the evolution of potential-theoretic methods in the study of boundary-value problems, 1860-1890, Revue d’histoire des mathématiques, Band 2, 1996, S. 101–128
- Riemann and the theory of electrical phenomena: Nobili’s rings, Centaurus, Band 34, 1992, S. 247–271.
- Energy and the Mathematization of Electrodynamics in Germany, 1845-1875, Archives Internationales d’Histoire des Sciences, Band 39, 1989, S. 276–308.
- Physics as a constraint on mathematical research: the case of potential theory and electrodynamics, 1840–1880, in: The History of Modern Mathematics, New York, Academic Press, 1989, Band 2, S. 28–75.
- Tension and Potential from Ohm to Kirchhoff, Centaurus, Band 31, 1988, S. 141–163.